# Deedee Magno
Deedee Lynn Magno Hall, dite Deedee Magno, est une actrice et chanteuse américaine. Deedee est la fille d'immigrants philippins, et grandit à San Diego. 
Elle est la voix anglaise de Pearl dans Steven Universe. 

## Biographie
Elle est mariée à Clifton Hall depuis 2003, un acteur américain. Clifton a joué dans des mêmes productions qu'elle.
Elle fait aussi partie du groupe de musique The Party.

## Filmographie

### Télévision
- 2013-2020 : Steven Universe : Pearl
- 2020 : Grey's Anatomy : Katrina Scott